# Furcula malaisei
Furcula malaisei är en fjärilsart som beskrevs av Felix Bryk 1941. Furcula malaisei ingår i släktet Furcula och familjen tandspinnare. Inga underarter finns listade i Catalogue of Life.